# Kammesmakk
Kammesmakk este o arie protejată (arie specială de conservare — SAC, sit de importanță comunitară — SCI) din Suedia întinsă pe o suprafață de 0,89 ha, integral pe uscat.

## Localizare
Centrul sitului Kammesmakk este situat la coordonatele 60°00′58″N 12°42′12″E / 60.016°N 12.7034°E.

## Înființare
Situl Kammesmakk a fost declarat sit de importanță comunitară în ianuarie 2002 pentru a proteja un număr necunoscut de specii din flora spontană și fauna sălbatică aflate în arealul zonei. Situl a fost protejat și ca arie specială de conservare în martie 2011.

## Biodiversitate
Situată în ecoregiunea boreală, aria protejată conține 2 habitate naturale: Pajiști fino-scandinave uscate până la mezice, bogate în specii de altitudine mică, Fânețe montane.
La baza desemnării sitului se află un număr nedeclarat de specii protejate.